# Howard Spencer
Howard Spencer, né le 23 août 1875 à Edgbaston et mort en janvier 1940 à Sutton Coldfield, était un footballeur anglais des années 1890 et 1900.

## Biographie
En tant que défenseur, Howard Spencer fut international anglais à six reprises (1897, 1900, 1903 et 1905) pour aucun but inscrit. Il remporta deux British Home Championship en 1903 et en 1905.
Il fit toute sa carrière à Aston Villa FC, de 1892 à 1907, remportant cinq fois le championnat anglais et trois coupes d’Angleterre. Il joua 295 matchs pour deux buts inscrits. Il fut surnommé « Prince of Full-Backs ». Il fut le capitaine du club entre 1902 et 1906.

## Palmarès
- Championnat d’Angleterre de football
  - Champion en 1894, en 1896, en 1897, en 1899 et en 1900
  - Vice-champion en 1903
- Coupe d'Angleterre de football
  - Vainqueur en 1895, en 1897 et en 1905
- British Home Championship
  - Vainqueur en 1903 (titre partagé) et en 1905